# Plagioscyphus stelechanthus
Plagioscyphus stelechanthus là một loài thực vật có hoa trong họ Bồ hòn. Loài này được (Radlk.) Capuron miêu tả khoa học đầu tiên năm 1969.